# Síndrome do companheiro delirante
Síndrome do companheiro delirante é uma neuropatologia do eu, especificamente uma síndrome de falsa identificação delirante. Indivíduos afetados acreditam que certos objetos não vivos possuem consciência e que podem pensar independentemente ou até mesmo sentir emoções. A psicose deve coexistir com uma patologia cerebral detectável para que essa síndrome possa ser diagnosticada. A síndrome é mais frequentemente identificada em pacientes que sofrem danos no cérebro devido a trauma físico, degeneração neuronal ou anormalidades durante o desenvolvimento do embrião. Especialmente neste último caso, os pacientes também tendem a apresentar muitos outros sintomas e são diagnosticados como tendo outras condições estabelecidas. Objetos reconfortantes como brinquedos fofinhos são muitas vezes o foco do delírio.

## Causas
Esta síndrome pode ser causada por lesão aguda ou doença crônica. As seguintes são causas diretas conhecidas:
- Doença de Alzheimer
- Acidente vascular cerebral (AVC)
- Traumas cranianos

## Neuropatologia
Poucos detalhes são conhecidos sobre as causas específicas da síndrome do companheiro delirante. Acredita-se que os danos ao neocórtex possam ser a causa direta dessa psicose. Shanks e Venneri (2002) encontraram um fluxo sanguíneo único e anormal centrado no lobo parietal direito de três pacientes com doença de Alzheimer. Déficits graves de processamento foram encontrados em áreas do cérebro responsáveis por informações viso-espaciais e viso-perceptivas, enquanto as habilidades de memória e linguagem foram preservadas relativamente bem.